# Vučak (Smederevo)
Pour les articles homonymes, voir Vučak.
Vučak (en serbe cyrillique : Вучак) est une localité de Serbie située sur le territoire de la Ville de Smederevo, district de Podunavlje. Au recensement de 2011, elle comptait 1 878 habitants.
Vučak est officiellement classé parmi les villages de Serbie.

## Démographie

### Évolution historique de la population
| 1948 | 1953 | 1961 | 1971 | 1981  | 1991  | 2002  | 2011  |
| ---- | ---- | ---- | ---- | ----- | ----- | ----- | ----- |
| 691  | 714  | 752  | 862  | 1 240 | 1 364 | 1 655 | 1 878 |

|  |